# Zaitunia maracandica
Zaitunia maracandica är en spindelart som först beskrevs av Dmitry Evstratievich Kharitonov 1946.  Zaitunia maracandica ingår i släktet Zaitunia och familjen Filistatidae.
Artens utbredningsområde är Uzbekistan. Inga underarter finns listade i Catalogue of Life.